# Sacramentstoren (Bocholt)

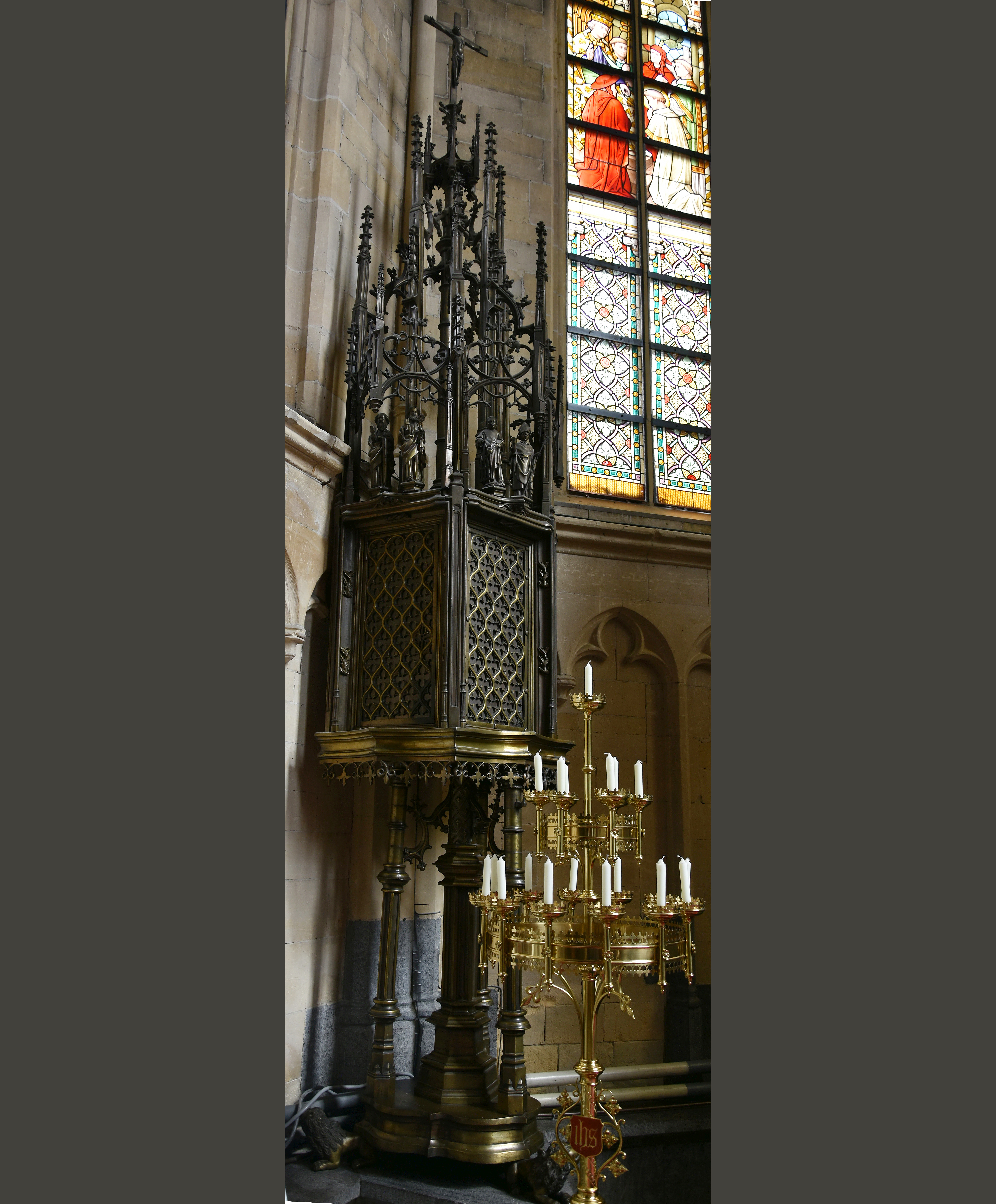
De sacramentstoren

De Sacramentstoren van Bocholt is een sacramentstoren in de Sint-Laurentiuskerk in de Belgische gemeente Bocholt. Dit tabernakel in de vorm van een toren is vervaardigd uit messing,  omstreeks 1500, waarschijnlijk door de Maastrichtse geelgieter Aert van Tricht. Deze sacramentstoren is opgenomen in de Vlaamse topstukkenlijst.

## Achtergrond
Tijdens een misviering  verandert tijdens de consecratie het brood en de wijn in het Lichaam en Bloed van Christus (dit wordt transsubstantiatie genoemd). Het brood wordt dan de geconsacreerde hostie genoemd of het heilig sacrament. Na het uitdelen van de hosties tijdens de communie zijn er meestal over, de zogenaamde heilige reserve. Deze voorraad wordt altijd in een ciborie geplaatst, een respectvolle manier om ze te bewaren.
In de vroege middeleeuwen werd deze ciborie  bewaard in een gesloten kast: het armarium en later in een sacramentsnis in de muur van de kerk. Deze nis wordt in de loop der jaren steeds meer versierd zodat er een groter geheel ontstaat. Door het toevoegen van beelden en pinakels worden deze kunstwerken steeds hoger en de naam verandert in sacramentstoren. Meestal is de toren zo rank dat hij bijna altijd verankerd wordt aan de kerkmuur. Als het kunstwerk vrij staat noemt men het ook sacramentshuis.

## Iconografie
Met een hoogte van 5,25 meter is de sacramentstoren prominent aanwezig in de kerk. Hij rust op een driezijdige voet, gedragen wordt door drie liggende leeuwen. Vanuit de hoeken van de voet rijzen centraal een zware pijler en drie lichtere pijlers op die het tabernakel dragen. Het deurtje en de wanden van de kast zijn versierd met roosterornamenten. Boven op de kast staan drie paar heiligen uitgebeeld: Sint-Paulus van Tarsos (met zwaard), Sint-Petrus (met hemelsleutel), Sint-Johannes de evangelist (met kelk), Sint-Catharina van Alexandrië, onze tweede patroonheilige (met lis en zwaard), Sint-Laurentius, onze eerste patroonheilige (met rooster) en Sint-Lambertus (in bisschopsgewaad). Vanaf de bovenkant vertrekken verschillende pinakels met in de spits een kroon en het beeld van de gekruisigde Christus.
Tijdens het concilie van Trente (1545-1563) besliste men dat de geconsacreerde hosties in een tabernakel op het altaar moesten worden bewaard. De sacramentstorens werden massaal verwijderd. Deze sacramentstoren was te zien tijdens tentoonstellingen in 1885 in Brussel, in 1903 in Luik en in 1925 op de wereldtentoonstelling in Parijs.  